# Serhij Malyj
Serhij Viktorovyč Malyj (in ucraino Сергій Вікторович Малий?; Luhans'k, 5 giugno 1990) è un calciatore ucraino naturalizzato kazako, difensore dell'Ordabasy.

## Carriera

### Club
Il 3 luglio 2014 ha segnato un gol nei preliminari di Europa League.

### Nazionale
Ha esordito in Nazionale il 5 marzo 2014 nell'amichevole Kazakistan-Lituania (1-1).
Ha segnato il primo gol in nazionale il 24 marzo 2022, in occasione della gara di Play-Out di UEFA Nations League 2020-2021 vinta per 2-1 contro la Moldavia.

## Statistiche

### Cronologia presenze e reti in nazionale
| Cronologia completa delle presenze e delle reti in nazionale ― Kazakistan | Cronologia completa delle presenze e delle reti in nazionale ― Kazakistan | Cronologia completa delle presenze e delle reti in nazionale ― Kazakistan | Cronologia completa delle presenze e delle reti in nazionale ― Kazakistan | Cronologia completa delle presenze e delle reti in nazionale ― Kazakistan | Cronologia completa delle presenze e delle reti in nazionale ― Kazakistan | Cronologia completa delle presenze e delle reti in nazionale ― Kazakistan | Cronologia completa delle presenze e delle reti in nazionale ― Kazakistan |
| Data                                                                      | Città                                                                     | In casa                                                                   | Risultato                                                                 | Ospiti                                                                    | Competizione                                                              | Reti                                                                      | Note                                                                      |
| ------------------------------------------------------------------------- | ------------------------------------------------------------------------- | ------------------------------------------------------------------------- | ------------------------------------------------------------------------- | ------------------------------------------------------------------------- | ------------------------------------------------------------------------- | ------------------------------------------------------------------------- | ------------------------------------------------------------------------- |
| 5-3-2014                                                                  | Aksu                                                                      | Lituania                                                                  | 1 – 1                                                                     | Kazakistan                                                                | Amichevole                                                                | -                                                                         | 83’                                                                       |
| 7-6-2014                                                                  | Budapest                                                                  | Ungheria                                                                  | 3 – 0                                                                     | Kazakistan                                                                | Amichevole                                                                | -                                                                         | 77’                                                                       |
| 12-8-2014                                                                 | Almaty                                                                    | Kazakistan                                                                | 2 – 1                                                                     | Tagikistan                                                                | Amichevole                                                                | -                                                                         |                                                                           |
| 16-11-2014                                                                | Istanbul                                                                  | Turchia                                                                   | 3 – 1                                                                     | Kazakistan                                                                | Qual. Euro 2016                                                           | -                                                                         | 76’                                                                       |
| 18-2-2015                                                                 | Aksu                                                                      | Kazakistan                                                                | 1 – 1                                                                     | Moldavia                                                                  | Amichevole                                                                | -                                                                         | 45’                                                                       |
| 31-3-2015                                                                 | Mosca                                                                     | Russia                                                                    | 0 – 0                                                                     | Kazakistan                                                                | Amichevole                                                                | -                                                                         |                                                                           |
| 12-5-2015                                                                 | Almaty                                                                    | Kazakistan                                                                | 0 – 0                                                                     | Burkina Faso                                                              | Amichevole                                                                | -                                                                         |                                                                           |
| 12-6-2015                                                                 | Almaty                                                                    | Kazakistan                                                                | 0 – 1                                                                     | Turchia                                                                   | Qual. Euro 2016                                                           | -                                                                         |                                                                           |
| 3-9-2015                                                                  | Plzeň                                                                     | Rep. Ceca                                                                 | 2 – 1                                                                     | Kazakistan                                                                | Qual. Euro 2016                                                           | -                                                                         |                                                                           |
| 6-9-2015                                                                  | Reykjavík                                                                 | Islanda                                                                   | 0 – 0                                                                     | Kazakistan                                                                | Qual. Euro 2016                                                           | -                                                                         |                                                                           |
| 10-10-2015                                                                | Astana                                                                    | Kazakistan                                                                | 1 – 2                                                                     | Paesi Bassi                                                               | Qual. Euro 2016                                                           | -                                                                         |                                                                           |
| 13-10-2015                                                                | Riga                                                                      | Lettonia                                                                  | 0 – 1                                                                     | Kazakistan                                                                | Qual. Euro 2016                                                           | -                                                                         |                                                                           |
| 26-3-2016                                                                 | Adalia                                                                    | Azerbaigian                                                               | 0 – 1                                                                     | Kazakistan                                                                | Amichevole                                                                | -                                                                         |                                                                           |
| 29-3-2016                                                                 | Tbilisi                                                                   | Georgia                                                                   | 1 – 1                                                                     | Kazakistan                                                                | Amichevole                                                                | -                                                                         |                                                                           |
| 7-6-2016                                                                  | Dalian                                                                    | Cina                                                                      | 0 – 1                                                                     | Kazakistan                                                                | Amichevole                                                                | -                                                                         | 73’                                                                       |
| 30-8-2016                                                                 | Biškek                                                                    | Kirghizistan                                                              | 2 – 0                                                                     | Kazakistan                                                                | Amichevole                                                                | -                                                                         |                                                                           |
| 4-9-2016                                                                  | Astana                                                                    | Kazakistan                                                                | 2 – 2                                                                     | Polonia                                                                   | Qual. Mondiali 2018                                                       | -                                                                         | 18’                                                                       |
| 8-10-2016                                                                 | Podgorica                                                                 | Montenegro                                                                | 5 – 0                                                                     | Kazakistan                                                                | Qual. Mondiali 2018                                                       | -                                                                         |                                                                           |
| 11-10-2016                                                                | Astana                                                                    | Kazakistan                                                                | 0 – 0                                                                     | Romania                                                                   | Qual. Mondiali 2018                                                       | -                                                                         |                                                                           |
| 11-11-2016                                                                | Copenaghen                                                                | Danimarca                                                                 | 4 – 1                                                                     | Kazakistan                                                                | Qual. Mondiali 2018                                                       | -                                                                         |                                                                           |
| 22-3-2017                                                                 | Larnaca                                                                   | Cipro                                                                     | 3 – 1                                                                     | Kazakistan                                                                | Amichevole                                                                | -                                                                         |                                                                           |
| 26-3-2017                                                                 | Erevan                                                                    | Armenia                                                                   | 2 – 0                                                                     | Kazakistan                                                                | Qual. Mondiali 2018                                                       | -                                                                         | 20’, 64’                                                                  |
| 5-10-2017                                                                 | Ploiești                                                                  | Romania                                                                   | 3 – 1                                                                     | Kazakistan                                                                | Qual. Mondiali 2018                                                       | -                                                                         | 79’                                                                       |
| 22-3-2018                                                                 | Budapest                                                                  | Ungheria                                                                  | 2 – 3                                                                     | Kazakistan                                                                | Amichevole                                                                | -                                                                         |                                                                           |
| 26-3-2018                                                                 | Felcsút                                                                   | Bulgaria                                                                  | 2 – 1                                                                     | Kazakistan                                                                | Amichevole                                                                | -                                                                         |                                                                           |
| 5-6-2018                                                                  | Astana                                                                    | Kazakistan                                                                | 3 – 0                                                                     | Azerbaigian                                                               | Amichevole                                                                | -                                                                         |                                                                           |
| 6-9-2018                                                                  | Astana                                                                    | Kazakistan                                                                | 0 – 2                                                                     | Georgia                                                                   | UEFA Nations League 2018-2019 - 1º turno                                  | -                                                                         |                                                                           |
| 13-10-2018                                                                | Riga                                                                      | Lettonia                                                                  | 1 – 1                                                                     | Kazakistan                                                                | UEFA Nations League 2018-2019 - 1º turno                                  | -                                                                         |                                                                           |
| 6-9-2018                                                                  | Astana                                                                    | Kazakistan                                                                | 1 – 1                                                                     | Lettonia                                                                  | UEFA Nations League 2018-2019 - 1º turno                                  | -                                                                         |                                                                           |
| 6-9-2018                                                                  | Tbilisi                                                                   | Georgia                                                                   | 2 – 1                                                                     | Kazakistan                                                                | UEFA Nations League 2018-2019 - 1º turno                                  | -                                                                         |                                                                           |
| 21-2-2019                                                                 | Istanbul                                                                  | Kazakistan                                                                | 1 – 0                                                                     | Moldavia                                                                  | Amichevole                                                                | -                                                                         |                                                                           |
| 21-3-2019                                                                 | Astana                                                                    | Kazakistan                                                                | 3 – 0                                                                     | Scozia                                                                    | Qual. Euro 2020                                                           | -                                                                         |                                                                           |
| 24-3-2019                                                                 | Astana                                                                    | Kazakistan                                                                | 0 – 4                                                                     | Russia                                                                    | Qual. Euro 2020                                                           | -                                                                         |                                                                           |
| 8-6-2019                                                                  | Bruxelles                                                                 | Belgio                                                                    | 3 – 0                                                                     | Kazakistan                                                                | Qual. Euro 2020                                                           | -                                                                         |                                                                           |
| 11-6-2019                                                                 | Astana                                                                    | Kazakistan                                                                | 4 – 0                                                                     | San Marino                                                                | Qual. Euro 2020                                                           | -                                                                         |                                                                           |
| 6-9-2019                                                                  | Nicosia                                                                   | Cipro                                                                     | 1 – 1                                                                     | Kazakistan                                                                | Qual. Euro 2020                                                           | -                                                                         | 51’                                                                       |
| 9-9-2019                                                                  | Kaliningrad                                                               | Russia                                                                    | 1 – 0                                                                     | Kazakistan                                                                | Qual. Euro 2020                                                           | -                                                                         |                                                                           |
| 13-10-2019                                                                | Astana                                                                    | Kazakistan                                                                | 1 – 2                                                                     | Cipro                                                                     | Qual. Euro 2020                                                           | -                                                                         |                                                                           |
| 10-10-2019                                                                | Astana                                                                    | Kazakistan                                                                | 0 – 2                                                                     | Belgio                                                                    | Qual. Euro 2020                                                           | -                                                                         | 58’                                                                       |
| 16-11-2019                                                                | San Marino                                                                | San Marino                                                                | 1 – 3                                                                     | Kazakistan                                                                | Qual. Euro 2020                                                           | -                                                                         |                                                                           |
| 19-11-2019                                                                | Glasgow                                                                   | Scozia                                                                    | 3 – 1                                                                     | Kazakistan                                                                | Qual. Euro 2020                                                           | -                                                                         |                                                                           |
| 4-9-2020                                                                  | Vilnius                                                                   | Lituania                                                                  | 0 – 2                                                                     | Kazakistan                                                                | UEFA Nations League 2020-2021 - 1º turno                                  | -                                                                         | 49’                                                                       |
| 7-9-2020                                                                  | Almaty                                                                    | Kazakistan                                                                | 1 – 2                                                                     | Bielorussia                                                               | UEFA Nations League 2020-2021 - 1º turno                                  | -                                                                         | 88’                                                                       |
| 14-10-2020                                                                | Barysaŭ                                                                   | Bielorussia                                                               | 2 – 0                                                                     | Kazakistan                                                                | UEFA Nations League 2020-2021 - 1º turno                                  | -                                                                         | Cap. 16’                                                                  |
| 28-3-2021                                                                 | Astana                                                                    | Kazakistan                                                                | 0 – 2                                                                     | Francia                                                                   | Qual. Mondiali 2022                                                       | -                                                                         |                                                                           |
| 31-3-2021                                                                 | Kiev                                                                      | Ucraina                                                                   | 1 – 1                                                                     | Kazakistan                                                                | Qual. Mondiali 2022                                                       | -                                                                         |                                                                           |
| 4-6-2021                                                                  | Skopje                                                                    | Macedonia del Nord                                                        | 4 – 0                                                                     | Kazakistan                                                                | Amichevole                                                                | -                                                                         |                                                                           |
| 1-9-2021                                                                  | Astana                                                                    | Kazakistan                                                                | 2 – 2                                                                     | Ucraina                                                                   | Qual. Mondiali 2022                                                       | -                                                                         |                                                                           |
| 7-9-2021                                                                  | Zenica                                                                    | Bosnia ed Erzegovina                                                      | 2 – 2                                                                     | Kazakistan                                                                | Qual. Mondiali 2022                                                       | -                                                                         |                                                                           |
| 9-10-2021                                                                 | Astana                                                                    | Kazakistan                                                                | 0 – 2                                                                     | Bosnia ed Erzegovina                                                      | Qual. Mondiali 2022                                                       | -                                                                         |                                                                           |
| 12-10-2021                                                                | Astana                                                                    | Kazakistan                                                                | 0 – 2                                                                     | Finlandia                                                                 | Qual. Mondiali 2022                                                       | -                                                                         | 36’                                                                       |
| 16-11-2021                                                                | Astana                                                                    | Kazakistan                                                                | 1 – 0                                                                     | Tagikistan                                                                | Amichevole                                                                | -                                                                         |                                                                           |
| 24-3-2022                                                                 | Chișinău                                                                  | Moldavia                                                                  | 1 – 2                                                                     | Kazakistan                                                                | UEFA Nations League 2020-2021 - Play-Out                                  | 1                                                                         |                                                                           |
| 29-3-2022                                                                 | Astana                                                                    | Kazakistan                                                                | 0 – 1 dts (5 - 4 dtr)                                                     | Moldavia                                                                  | UEFA Nations League 2020-2021 - Play-Out                                  | -                                                                         |                                                                           |
| 3-6-2022                                                                  | Astana                                                                    | Kazakistan                                                                | 2 – 0                                                                     | Azerbaigian                                                               | UEFA Nations League 2022-2023 - 1º turno                                  | -                                                                         | 80’                                                                       |
| 6-6-2022                                                                  | Trnava                                                                    | Slovacchia                                                                | 0 – 1                                                                     | Kazakistan                                                                | UEFA Nations League 2022-2023 - 1º turno                                  | -                                                                         | 86’                                                                       |
| 10-6-2022                                                                 | Novi Sad                                                                  | Bielorussia                                                               | 1 – 1                                                                     | Kazakistan                                                                | UEFA Nations League 2022-2023 - 1º turno                                  | -                                                                         |                                                                           |
| 13-6-2022                                                                 | Astana                                                                    | Kazakistan                                                                | 2 – 1                                                                     | Slovacchia                                                                | UEFA Nations League 2022-2023 - 1º turno                                  | -                                                                         |                                                                           |
| 22-9-2022                                                                 | Astana                                                                    | Kazakistan                                                                | 2 – 1                                                                     | Bielorussia                                                               | UEFA Nations League 2022-2023 - 1º turno                                  | -                                                                         |                                                                           |
| 25-9-2022                                                                 | Baku                                                                      | Azerbaigian                                                               | 3 – 0                                                                     | Kazakistan                                                                | UEFA Nations League 2022-2023 - 1º turno                                  | -                                                                         | 51’                                                                       |
| 16-11-2022                                                                | Tashkent                                                                  | Uzbekistan                                                                | 2 – 0                                                                     | Kazakistan                                                                | Amichevole                                                                | -                                                                         |                                                                           |
| 19-11-2022                                                                | Abu Dhabi                                                                 | Emirati Arabi Uniti                                                       | 2 – 1                                                                     | Kazakistan                                                                | Amichevole                                                                | -                                                                         | 76’                                                                       |
| 23-3-2023                                                                 | Astana                                                                    | Kazakistan                                                                | 1 – 2                                                                     | Slovenia                                                                  | Qual. Euro 2024                                                           | -                                                                         |                                                                           |
| 26-3-2023                                                                 | Astana                                                                    | Kazakistan                                                                | 3 – 2                                                                     | Danimarca                                                                 | Qual. Euro 2024                                                           | -                                                                         | 45’                                                                       |
| 10-9-2023                                                                 | Astana                                                                    | Kazakistan                                                                | 1 – 0                                                                     | Irlanda del Nord                                                          | Qual. Euro 2024                                                           | -                                                                         | 71’                                                                       |
| 17-11-2023                                                                | Astana                                                                    | Kazakistan                                                                | 3 – 1                                                                     | San Marino                                                                | Qual. Euro 2024                                                           | -                                                                         |                                                                           |
| 20-11-2023                                                                | Lubiana                                                                   | Slovenia                                                                  | 2 – 1                                                                     | Kazakistan                                                                | Qual. Euro 2024                                                           | -                                                                         | 79’                                                                       |
| 14-3-2024                                                                 | Dubai                                                                     | Turkmenistan                                                              | 0 – 2                                                                     | Kazakistan                                                                | Amichevole                                                                | -                                                                         | 60’                                                                       |
| 9-9-2024                                                                  | Lubiana                                                                   | Slovenia                                                                  | 3 – 0                                                                     | Kazakistan                                                                | UEFA Nations League 2024-2025 - 1º turno                                  | -                                                                         | 35’ 46’                                                                   |
| 5-6-2025                                                                  | Barysaŭ                                                                   | Bielorussia                                                               | 4 – 1                                                                     | Kazakistan                                                                | Amichevole                                                                | -                                                                         | 46’                                                                       |
| 9-6-2025                                                                  | Astana                                                                    | Kazakistan                                                                | 0 – 1                                                                     | Macedonia del Nord                                                        | Qual. Mondiali 2026                                                       | -                                                                         | 50’                                                                       |
| Totale                                                                    |                                                                           | Presenze (3º posto)                                                       | 71                                                                        |                                                                           | Reti                                                                      | 1                                                                         |                                                                           |

## Palmarès

### Competizioni nazionali
- Coppa del Kazakistan: 2

Shahter Qaraǵandy: 2013
Astana: 2016
- Supercoppa del Kazakistan: 4

Shahter Qaraǵandy: 2013
Astana: 2018, 2020
Tobyl: 2021
- Qazаqstan Prem'er Ligasy: 3

Astana: 2016, 2017, 2018
Tobol: 2021